# 薩維尼亞河

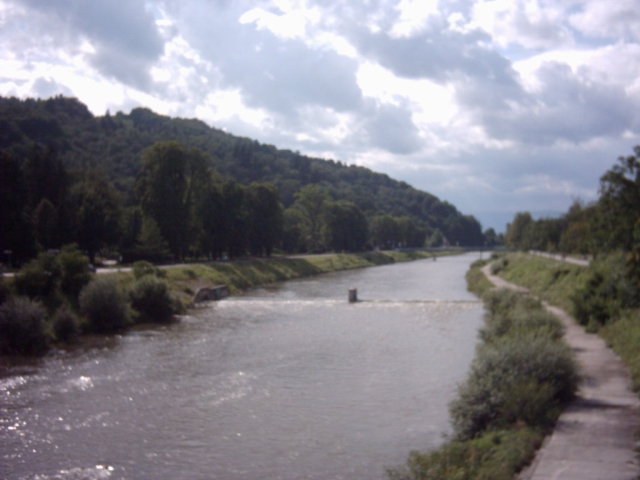

薩維尼亞河是斯洛文尼亞的河流，位於該國東北部，河道全長96公里，最終在濟達尼莫斯特注入薩瓦河，該河經常氾濫，河畔城鎮有拉什科。

## 外部連結
- The Rinka waterfall （页面存档备份，存于）
- The Upper Savinja valley
- The Lower Savinja valley
- Savinja at Celje

46°05′N 15°10′E / 46.083°N 15.167°E